# M People

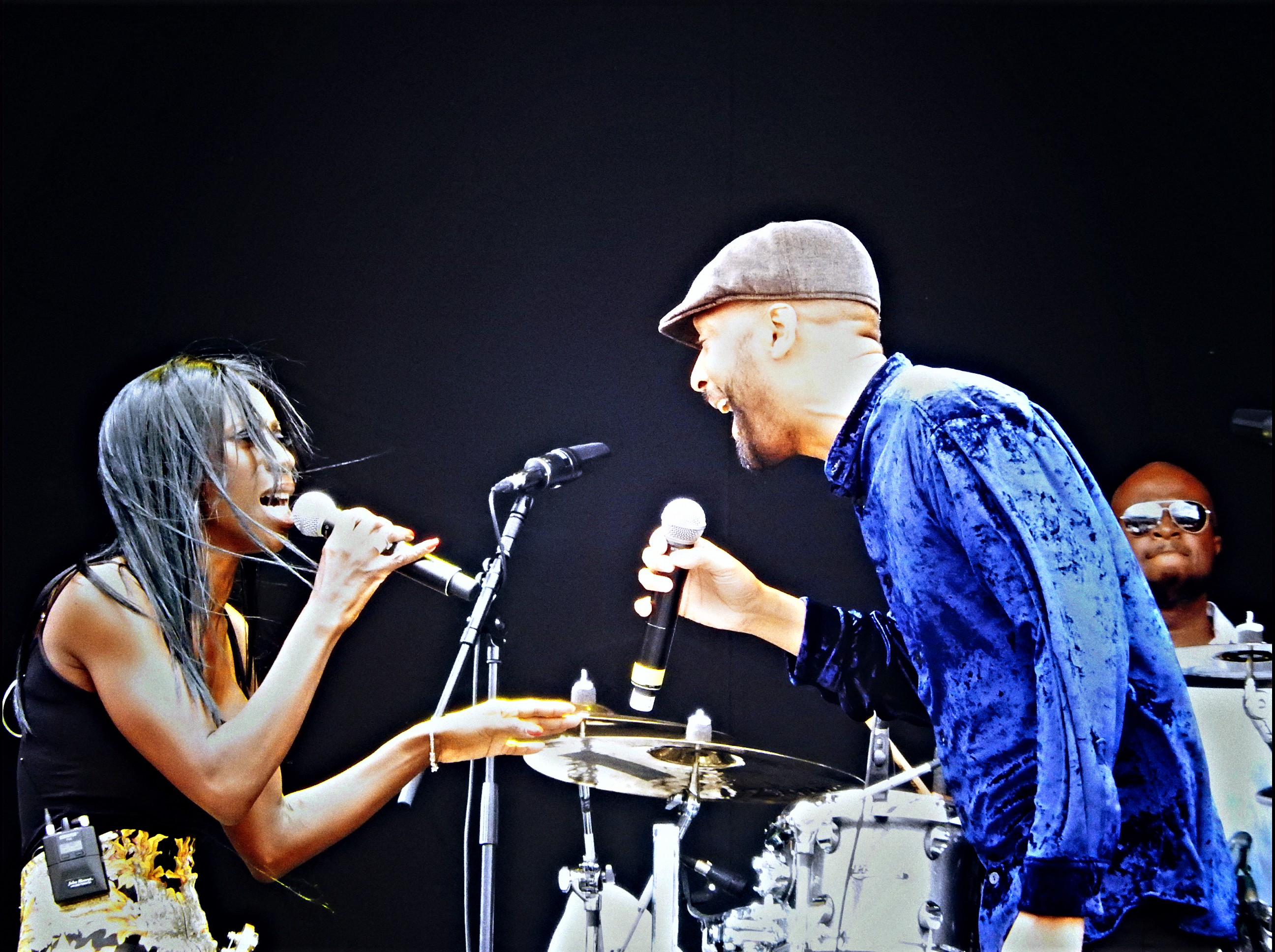
Heather Small und Mike Pickering, 2014

M People ist eine 1990 gegründete britische Band aus Manchester, bestehend aus Mike Pickering, Heather Small (ehemals Mitglied der britischen Soulband Hot House) und Paul Heard. Der Bandname M People entstand aus den Initialen des Gründers Mike Pickering. Mit ihren an House-Musik angelehnten Popsongs war die Formation in den 1990er Jahren vor allem in ihrer Heimat Großbritannien erfolgreich.

## Biografie
Mit dem Clubhit How Can I Love You More begann die Karriere von M-People. Das Lied stieg im Oktober 1991 in die UK-Charts und erreichte Platz 8. Anfang 1992 erschien das Debütalbum Northern Soul, das es auf Platz 26 der britischen Albumcharts schaffte. Die beiden folgenden Auskopplungen Colour My Life und Someday platzierten sich im März und April des Jahres in den Top 40. Der vierte Hit hieß Excited, war erst auf der 1992er Version des Albums Northern Soul zu finden und mit Platz 29 die zunächst zweiterfolgreichste Single.
Als Vorbote des zweiten Albums erschien im Juni 1993 die Single One Night in Heaven. In der englischen Hitparade erreichte das Lied Platz 6 und mit Platz 15 auch erstmals die deutschen Singlecharts. Die zweite Single, Moving On Up, erschien im September und war ein weltweiter Erfolg. Neben Deutschland (Platz 21) und England (Platz 2) stand der Titel außerdem in den österreichischen (Platz 17), den Schweizer (Platz 19) und den amerikanischen Charts (Platz 34). Auch das Album Elegant Slumming verkaufte sich in vielen Ländern gut, erreichte Top-30-Platzierungen im deutschsprachigen Raum und sogar Platz 2 in den UK-Charts. Die Auskopplung Don’t Look Any Further, eine Coverversion des 1984er Hits von Dennis Edwards und Siedah Garrett, war ebenso erfolgreich. Das folgende Lied Renaissance war nur noch im Vereinigten Königreich ein nennenswerter Hit.
Auf der EP Elegantly American, die im September 1994 in die Läden kam, befanden sich drei Remixe von One Night in Heaven und ein neuer Mix von Moving On Up. Einzig in den UK-Charts erklomm die Platte eine Chartnotierung (Platz 31).
Mit dem dritten Studioalbum, Bizarre Fruit, konnte M People nahtlos an die vorherigen Erfolge anknüpfen. Neben Top-30-Plätzen in Deutschland, Österreich und der Schweiz hielt sich der Longplayer ganze 115 Wochen in der heimatlichen Hitparade und stieg bis auf Platz 3. Die bereits kurz zuvor erschienene Single Sight for Sore Eyes sowie deren 1995er Nachfolger Open Your Heart und Search for the Hero kletterten auf Top-10-Positionen in England und auf mittlere Plätze in Deutschland. Die zunächst letzte Auskopplung, Love Rendezvous, war mit Platz 32 in den UK-Charts deutlich weniger erfolgreich.
Im November 1995 legte M People Bizarre Fruit II nach. Dabei handelt es sich um ein Doppelalbum, das neben den Liedern der ersten Version weitere Tracks enthielt, darunter Itchycoo Park, das als nächste Single ausgewählt wurde und Platz 11 der UK-Charts erklomm. Die zweite CD des Packs enthält Live-Versionen und Remixe bisheriger Hits.
Am 29. Juni 1996 gab Simply Red zusammen mit M People anlässig der Fußball-Europameisterschaft 1996 ein Live-Konzert im Old Trafford, dem Stadion von Manchester United. Nach 25 Jahren wurde dieses Konzert nochmals am 30. Juni 2021 als Streamkonzert ausgestrahlt.
Bis zur nächsten Veröffentlichung vergingen knapp zwei Jahre. Erst im September 1997 legte M People, inzwischen durch den Zugang des Perkussionisten Shovell ein Quartett, mit Just for You einen weiteren Tonträger nach. Die Single platzierte sich in den UK-Top-10 und auf einer unteren Position in Deutschland. Kurz danach erschien das Album Fresco, das ebenso erfolgreich war wie seine Vorgänger. Fantasy Island, die zweite Singleauskopplung, blieb hinter den Erwartungen zurück und platzierte sich im Vereinigten Königreich lediglich auf Platz 33. Mit Angel Street, einem weiteren Track von Fresco, hatte die Gruppe aber bereits den nächsten Top-10-Erfolg und stieg letztmals auch in die deutsche Hitparade.
Auf der Kompilation The Best of M People, die im November 1998 erschien, befanden sich neben den großen Erfolgen der Band auch die Lieder Testify und Dreaming, die Ende 1998 bzw. Anfang 1999 die letzten Charthits der Gruppe sein sollten – in den UK-Charts stiegen beide in die Top 20. Für das Album gab es europaweite Chartplatzierungen.
Nachdem im Mai 1999 ein Testify genanntes Album mit teilweise neuen Versionen älterer Hits in den USA erschien, gelang nur noch einmal der Einstieg in die UK-Charts: das Best-of-Album Ultimate Collection stieg 2005 bis auf Platz 17.
M People ist bis heute aktiv. 2013 ging die Band auf Greatest-Hits-Tour durch Großbritannien.

## Mitglieder
- Mike Pickering (eigentlich Michael Duncan Pickering, * 24. Februar 1958, Accrington, Lancashire, England) – Keyboard Programming[4]
- Heather Small (* 20. Januar 1965, London, England) – Gesang[5]
- Paul Heard (* 5. Oktober 1960, Hammersmith, London, England) – Keyboard, Programming[6]
- Shovell (eigentlich Andrew Lovell) – Perkussion (ab 1997)[7]

## Diskografie

### Alben
| Jahr | Titel Musiklabel                                            | Höchstplatzierung, Gesamtwochen, AuszeichnungChartplatzierungen (Jahr, Titel, Musiklabel, Platzierungen, Wochen, Auszeichnungen, Anmerkungen) | Höchstplatzierung, Gesamtwochen, AuszeichnungChartplatzierungen (Jahr, Titel, Musiklabel, Platzierungen, Wochen, Auszeichnungen, Anmerkungen) | Höchstplatzierung, Gesamtwochen, AuszeichnungChartplatzierungen (Jahr, Titel, Musiklabel, Platzierungen, Wochen, Auszeichnungen, Anmerkungen) | Höchstplatzierung, Gesamtwochen, AuszeichnungChartplatzierungen (Jahr, Titel, Musiklabel, Platzierungen, Wochen, Auszeichnungen, Anmerkungen) | Höchstplatzierung, Gesamtwochen, AuszeichnungChartplatzierungen (Jahr, Titel, Musiklabel, Platzierungen, Wochen, Auszeichnungen, Anmerkungen) | Anmerkungen                                                              |
| Jahr | Titel Musiklabel                                            | DE | AT | CH | UK | US | Anmerkungen                                                              |
| ---- | ----------------------------------------------------------- | --- | --- | --- | --- | --- | ------------------------------------------------------------------------ |
| 1991 | Northern Soul Deconstruction / RCA 75157                    | — | — | — | UK26 Gold · (13 Wo.)UK | — | Erstveröffentlichung: 4. November 1991 Produzenten: M People, Paul Heard |
| 1993 | Elegant Slumming Deconstruction / RCA 74321                 | DE18 Gold · (33 Wo.)DE | AT23 (8 Wo.)AT | CH19 (14 Wo.)CH | UK2 ×3Dreifachplatin · (112 Wo.)UK | — | Erstveröffentlichung: 4. Oktober 1993 Produzenten: M People              |
| 1994 | Bizarre Fruit / Bizarre Fruit II Deconstruction 74321 24081 | DE30 Gold · (50 Wo.)DE | AT28 (15 Wo.)AT | CH29 (18 Wo.)CH | UK3 ×5Fünffachplatin · (128 Wo.)UK | — | Erstveröffentlichung: 14. November 1994 Produzenten: M People            |
| 1997 | Fresco M People / BMG 74321 52490                           | DE11 (17 Wo.)DE | AT21 (17 Wo.)AT | CH20 (6 Wo.)CH | UK2 ×2Doppelplatin · (45 Wo.)UK | — | Erstveröffentlichung: 13. Oktober 1997 Produzenten: M People             |

### Livealben
- 1995: In Concert – 633 (Livealbum; Aufnahme: Plymouth Pavilions in Plymouth am 6. Dezember 1994; Deconstruction 74321 13023)

### Kompilationen
| Jahr | Titel Musiklabel                                             | Höchstplatzierung, Gesamtwochen, AuszeichnungChartplatzierungen (Jahr, Titel, Musiklabel, Platzierungen, Wochen, Auszeichnungen, Anmerkungen) | Höchstplatzierung, Gesamtwochen, AuszeichnungChartplatzierungen (Jahr, Titel, Musiklabel, Platzierungen, Wochen, Auszeichnungen, Anmerkungen) | Höchstplatzierung, Gesamtwochen, AuszeichnungChartplatzierungen (Jahr, Titel, Musiklabel, Platzierungen, Wochen, Auszeichnungen, Anmerkungen) | Höchstplatzierung, Gesamtwochen, AuszeichnungChartplatzierungen (Jahr, Titel, Musiklabel, Platzierungen, Wochen, Auszeichnungen, Anmerkungen) | Höchstplatzierung, Gesamtwochen, AuszeichnungChartplatzierungen (Jahr, Titel, Musiklabel, Platzierungen, Wochen, Auszeichnungen, Anmerkungen) | Anmerkungen                                             |
| Jahr | Titel Musiklabel                                             | DE | AT | CH | UK | US | Anmerkungen                                             |
| ---- | ------------------------------------------------------------ | --- | --- | --- | --- | --- | ------------------------------------------------------- |
| 1998 | The Best of M People M People / BMG 74321 61387              | DE20 (13 Wo.)DE | AT27 (9 Wo.)AT | CH39 (7 Wo.)CH | UK2 ×3Dreifachplatin · (49 Wo.)UK | — | Erstveröffentlichung: 2. November 1998                  |
| 2005 | Ultimate Collection Sony BMG Music Entertainment 82876669192 | — | — | — | UK17 (7 Wo.)UK | — | Erstveröffentlichung: 5. April 2005 feat. Heather Small |
| 2019 | Gold Crimson                                                 | — | — | — | UK53 (1 Wo.)UK | — | Erstveröffentlichung: 1. November 2019                  |

Weitere Kompilationen
- 1999: Testify (inkl. Liveversionen und Remixe einiger Hits; nur in den USA erschienen; Epic 69887; VÖ: 25. Mai)
- 2002: 3 CD (Box mit 3 CDs; RCA / BMG UK & Ireland 74321 983082)
- 2007: One Night in Heaven: The Best of M People (2 CDs; Music Club Deluxe 073)
- 2009: One Night in Heaven: The Very Best Of (2 CDs; Sony Music / Camden 88697472742)
- 2009: The Collection (Camden 88697552692)

### Singles
| Jahr | Titel Album                             | Höchstplatzierung, Gesamtwochen, AuszeichnungChartplatzierungen (Jahr, Titel, Album, Platzierungen, Wochen, Auszeichnungen, Anmerkungen) | Höchstplatzierung, Gesamtwochen, AuszeichnungChartplatzierungen (Jahr, Titel, Album, Platzierungen, Wochen, Auszeichnungen, Anmerkungen) | Höchstplatzierung, Gesamtwochen, AuszeichnungChartplatzierungen (Jahr, Titel, Album, Platzierungen, Wochen, Auszeichnungen, Anmerkungen) | Höchstplatzierung, Gesamtwochen, AuszeichnungChartplatzierungen (Jahr, Titel, Album, Platzierungen, Wochen, Auszeichnungen, Anmerkungen) | Höchstplatzierung, Gesamtwochen, AuszeichnungChartplatzierungen (Jahr, Titel, Album, Platzierungen, Wochen, Auszeichnungen, Anmerkungen) | Höchstplatzierung, Gesamtwochen, AuszeichnungChartplatzierungen (Jahr, Titel, Album, Platzierungen, Wochen, Auszeichnungen, Anmerkungen) | Anmerkungen |
| Jahr | Titel Album                             | DE | AT | CH | UK | US | Dance | Anmerkungen |
| ---- | --------------------------------------- | --- | --- | --- | --- | --- | --- | --- |
| 1991 | How Can I Love You More Northern Soul   | — | — | — | UK29 (9 Wo.)UK | — | — | Erstveröffentlichung: 14. Oktober 1991 Autoren: Mike Pickering, Paul Heard                                                                               |
| 1992 | Colour My Life Northern Soul            | — | — | — | UK35 (4 Wo.)UK | — | — | Erstveröffentlichung: 23. Februar 1992 Autoren: M People, Paul Heard                                                                                     |
| 1992 | Someday Northern Soul                   | — | — | — | UK38 (3 Wo.)UK | — | — | Erstveröffentlichung: 6. April 1992 feat. Heather Small Autor: Marshall Jefferson Original: Ce Ce Rogers, 1967                                           |
| 1992 | Excited Northern Soul (Reissue)         | — | — | — | UK29 (5 Wo.)UK | — | Dance1 (14 Wo.)Dance | Erstveröffentlichung: 28. September 1992 Eintritt US-Dance erst im Oktober 1994 Autoren: Mike Pickering, Paul Heard                                      |
| 1993 | How Can I Love You More (Mixes) –       | — | — | — | UK8 (8 Wo.)UK | — | — | Erstveröffentlichung: 25. Januar 1993 Remixe: Sasha, Tom Frederikse                                                                                      |
| 1993 | One Night in Heaven Elegant Slumming    | DE15 (20 Wo.)DE | — | — | UK6 (11 Wo.)UK | — | Dance1 (12 Wo.)Dance | Erstveröffentlichung: 14. Juni 1993 Eintritt US-Dance erst im Juli 1994 Autoren: Mike Pickering, Paul Heard                                              |
| 1993 | Moving On Up Elegant Slumming           | DE21 (20 Wo.)DE | AT17 (11 Wo.)AT | CH19 (12 Wo.)CH | UK2 Gold · (11 Wo.)UK | US34 (16 Wo.)US | Dance1 (13 Wo.)Dance | Erstveröffentlichung: 13. September 1993 Eintritt US-Dance erst im März 1994 Autoren: Mike Pickering, Paul Heard                                         |
| 1993 | Don’t Look Any Further Elegant Slumming | DE29 (19 Wo.)DE | AT25 (6 Wo.)AT | CH23 (18 Wo.)CH | UK9 (11 Wo.)UK | — | — | Erstveröffentlichung: 22. November 1993 Autoren: Frannie Golde, Duane Hitchings, Dennis Lambert Original: Dennis Edwards feat. Siedah Garrett, 1984      |
| 1994 | Renaissance Elegant Slumming            | DE83 (11 Wo.)DE | — | — | UK5 (8 Wo.)UK | — | — | Erstveröffentlichung: 24. Februar 1994 Autoren: Mike Pickering, Paul Heard                                                                               |
| 1994 | Elegantly American (EP) –               | — | — | — | UK33 (2 Wo.)UK | — | — | Erstveröffentlichung: 5. September 1994 One Night in Heaven / Moving On Up (Mixes) Remixe: David Morales, Marc Kinchen                                   |
| 1994 | Sight for Sore Eyes Bizarre Fruit       | DE57 (11 Wo.)DE | — | — | UK6 (9 Wo.)UK | — | — | Erstveröffentlichung: 7. November 1994 Autoren: Mike Pickering, Paul Heard, Heather Small                                                                |
| 1995 | Open Your Heart Bizarre Fruit           | DE54 (11 Wo.)DE | — | CH36 (4 Wo.)CH | UK9 (8 Wo.)UK | — | Dance1 (14 Wo.)Dance | Erstveröffentlichung: 23. Januar 1995 Autoren: Mike Pickering, Paul Heard                                                                                |
| 1995 | Search for the Hero Bizarre Fruit       | DE39 (17 Wo.)DE | — | — | UK9 Silber · (7 Wo.)UK | — | — | Erstveröffentlichung: 12. Juni 1995 Autoren: Mike Pickering, Paul Heard                                                                                  |
| 1995 | Padlock (Mixes) Bizarre Fruit II        | — | — | — | — | — | Dance13 (10 Wo.)Dance | Erstveröffentlichung: September 1995 Remixe: Junior Vasquez Radioversion: B-Seite von Search for the Hero Autor: Tamy Smith Original: Gwen Guthrie, 1983 |
| 1995 | Love Rendezvous Bizarre Fruit           | DE75 (6 Wo.)DE | — | — | UK32 (4 Wo.)UK | — | — | Erstveröffentlichung: 2. Oktober 1995 Autoren: Mike Pickering, Paul Heard                                                                                |
| 1995 | Itchycoo Park Bizarre Fruit II          | DE55 (12 Wo.)DE | — | — | UK11 (9 Wo.)UK | — | — | Erstveröffentlichung: 13. November 1995 Autoren: Ronnie Lane, Steve Marriott Original: Small Faces, 1967                                                 |
| 1997 | Just for You Fresco                     | DE76 (9 Wo.)DE | — | — | UK8 (7 Wo.)UK | — | — | Erstveröffentlichung: 22. September 1997 Autoren: Mike Pickering, Paul Heard, Heather Small                                                              |
| 1997 | Fantasy Island Fresco                   | DE76 (9 Wo.)DE | — | — | UK33 (11 Wo.)UK | — | — | Erstveröffentlichung: 24. November 1997 Autoren: Mike Pickering, Paul Heard, Heather Small                                                               |
| 1998 | Angel St. Fresco                        | DE79 (9 Wo.)DE | — | — | UK8 (7 Wo.)UK | — | — | Erstveröffentlichung: 16. März 1998 Autoren: Mike Pickering, Paul Heard, Heather Small                                                                   |
| 1998 | Testify                                 | — | — | — | UK12 (10 Wo.)UK | — | Dance5 (12 Wo.)Dance | Erstveröffentlichung: 26. Oktober 1998 Autoren: Mike Pickering, Paul Heard, Heather Small                                                                |
| 1999 | Dreaming Testify                        | — | — | — | UK13 (6 Wo.)UK | — | — | Erstveröffentlichung: 1. Februar 1999 Autoren: Mike Pickering, Paul Heard, Heather Small                                                                 |

Weitere Singles
- 1994: Kahlua – Music for Your Mouth (Remixe von Moving On Up, One Night in Heaven und Renaissance)
- 1998: The Best of M People Megamix (DJ-Mix von Brian Butler)
- 1998: The Best of M People (Remixed 1) (2× 12inch)
- 1998: The Best of M People (Remixed 2) (2× 12inch)
- 1998: Megamix
- 2010: Remixes (EP)

### Videoalben
- 1993: Elegant TV (VHS)
- 2006: One Night in Heaven (DVD)

## Auszeichnungen für Musikverkäufe
| Goldene Schallplatte - Australien - 1994: für das Album Elegant Slumming - Neuseeland - 1994: für die Single Moving On Up - 1994: für die Single Don’t Look Any Further - 1997: für das Album Fresco Platin-Schallplatte - Australien - 1994: für die Single Moving On Up - 1995: für das Album Bizarre Fruit - Europa - 1998: für das Album Fresco - 1999: für das Album The Best of M People - Neuseeland - 1994: für das Album Elegant Slumming - 1995: für das Album Bizarre Fruit - 1998: für das Album The Best of M People | 2× Platin-Schallplatte - Europa - 1997: für das Album Bizarre Fruit |

Anmerkung: Auszeichnungen in Ländern aus den Charttabellen bzw. Chartboxen sind in ebendiesen zu finden.
| Land/RegionAuszeichnungen für Musikverkäufe (Land/Region, Auszeichnungen, Verkäufe, Quellen) | Silber  | Gold     | Platin       | Verkäufe    | Quellen                   |
| -------------------------------------------------------------------------------------------- | ------- | -------- | ------------ | ----------- | ------------------------- |
| Australien (ARIA)                                                                            | —       | Gold1    | 2× Platin2   | 175.000     | aria.com.au               |
| Deutschland (BVMI)                                                                           | —       | 2× Gold2 | —            | 500.000     | musikindustrie.de         |
| Europa (IFPI)                                                                                | —       | —        | 4× Platin4   | (4.000.000) | ifpi.org                  |
| Neuseeland (RMNZ)                                                                            | —       | 3× Gold3 | 3× Platin3   | 62.500      | aotearoamusiccharts.co.nz |
| Vereinigtes Königreich (BPI)                                                                 | Silber1 | 2× Gold2 | 13× Platin13 | 4.600.000   | bpi.co.uk                 |
| Insgesamt                                                                                    | Silber1 | 8× Gold8 | 22× Platin22 |             |                           |